# River Barrow

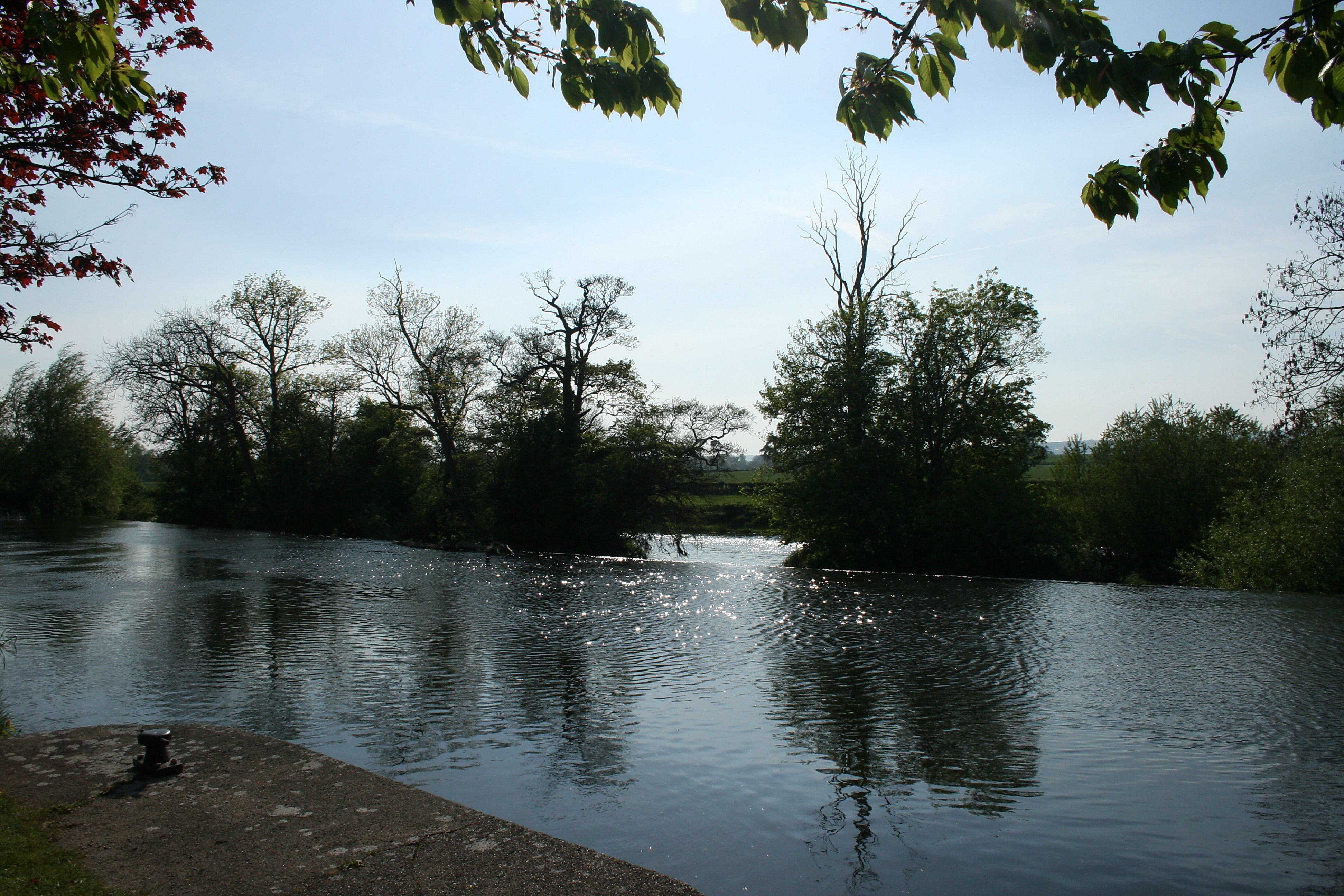
Der River Barrow in Leighlinbridge, County Carlow

Der River Barrow (irisch: Abhainn na Bearú oder An Bhearú) ist – nach dem Shannon – mit 192 km der zweitlängste Fluss in Irland. Er entspringt in den Slieve Bloom Mountains im County Laois und durchfließt mehrere Countys in der Republik Irland.
Der Barrow ist vermutlich der Fluss, der auf der Karte des Ptolemäus von 150 n. Chr. als Birgus bezeichnet wird. Der früheste aufgezeichnete irische Name ist Berbha von 996 n. Chr. Der Barrow gehört mit dem River Suir (An tSiúr) und dem River Nore (An Fheoir) zu den Three Sisters, die südlich von Waterford bei Dunmore East in die Keltische See münden.
Auf seinem Weg zum Atlantik fließt der Barrow u. a. durch Carlow und New Ross. 
Bei Athy wird er vom Grand Canal gekreuzt.

## Nebenflüsse
- Burren River (An Bhoirinn)
- River Greese (An Ghrís)
- Slate River (An Tarae)
- Cushina River (An Eidhneach)
- Figile River (Abhainn Fhiodh Gaibhle)

## Aktivitäten
Der Barrow kann mit Narrowbooten befahren werden. Normale Hausboote sind dort zwar anzutreffen, sind aber nicht empfehlenswert. Die beste Basis für Narrowboats befindet sich am Grand Canal, Barrow Line.